# Episodi di 4 Blocks (seconda stagione)
La seconda stagione della serie televisiva 4 Blocks, composta da 7 episodi, è stata trasmessa in Germania, da TNT Serie, dall'11 ottobre al 22 novembre 2018.
In Italia la stagione è stata interamente pubblicata il 15 dicembre 2018 su Amazon Video.
| nº | Titolo originale       | Titolo italiano     | Prima TV Germania | Pubblicazione Italia |
| -- | ---------------------- | ------------------- | ----------------- | -------------------- |
| 1  | Feuer                  | Fuoco               | 11 ottobre 2018   | 15 dicembre 2018     |
| 2  | Schafe und Löwen       | Leoni e agnelli     | 18 ottobre 2018   | 15 dicembre 2018     |
| 3  | Blut                   | Sangue              | 25 ottobre 2018   | 15 dicembre 2018     |
| 4  | Frei                   | Libertà             | 1º novembre 2018  | 15 dicembre 2018     |
| 5  | Frieden                | Pace                | 8 novembre 2018   | 15 dicembre 2018     |
| 6  | Wiedergutmachung       | Espiazione          | 15 novembre 2018  | 15 dicembre 2018     |
| 7  | Gewinnen und verlieren | Si vince e si perde | 22 novembre 2018  | 15 dicembre 2018     |